# Molenveld (Grimbergen)
Molenveld is een wijk en een parochie in het zuidoosten van de Vlaamse gemeente Grimbergen, dicht bij de grens met Vilvoorde. De parochiekerk is toegewijd aan Sint-Cornelius.
Het is een recent gehucht met een eigen parochiekerk. De naam is afgeleid van de toponiemen Klein Molenveld en Groot Molenveld, respectievelijk ten noorden en zuiden van de Vilvoordsesteenweg. Het Groot Molenveld refereert aan een verdwenen watermolen die omstreeks 1300 gebouwd werd door de abdij van Grimbergen en vermoedelijk ingeplant was aan de kruising van de Oude Schapenbaan en de Tangebeek. De molen op het Klein Molenveld was gelegen aan de voet van de Borgtberg.
Het gebied bleef zo goed als onbebouwd tot het midden van de 20ste eeuw. In 1961 werd het Klein en het Groot Molenveld verkaveld. Tegen 1971 was het grootste deel van de verkavelingen bebouwd. Er is een structureel onderscheid tussen noord en zuid, gescheiden door de Vilvoordsesteenweg die het gebied van west naar oost doorsnijdt.
Het Groot Molenveld werd volgens een planmatige aanleg getekend door landmeter P. Bouzin-Willème van Strombeek waarbij centraal een kerk en pastorie werden voorzien.
In functie van de daaropvolgende bebouwing werd het gebied op 1 december 1960 erkend als parochie (de Sint-Corneliusparochie), gevolgd in 1961 door de oprichting van de Sint-Corneliuskerk en pastorie aan de Tangedallaan. De van Melsbroek overgebrachte noodkerk, werd tot op heden behouden. De nieuw ontworpen pastorie naast de kerk is van de hand van architect G. Van Campenhout (Vilvoorde) en werd in 1970 door architect Buelens verbouwd. In 2000 werd de kerk verbouwd en opgesplitst met achteraan de parochiezaal. In 1964 werd door de zusters van de Heilige Jozef van Calasanz van Vorselaar een kleuterschooltje opgericht aan de Vijverstraat, heden afgebroken. De bebouwing bestaat uit gekoppelde bel-etagewoningen uit het derde kwart van de 20ste eeuw.
Deelgemeenten: Beigem · Grimbergen · Humbeek · Strombeek-Bever

Overige dorpen en gehuchten: Bever · Borgt · Molenveld · Mutsaard · Strombeek · Verbrande Brug

Belgische gemeenten · Arrondissement Halle-Vilvoorde · Vlaams-Brabant · Vlaanderen